# Horcajuelo de la Sierra
Horcajuelo de la Sierra és un municipi de la Comunitat de Madrid. Forma part de la mancomunitat de municipis de la Sierra del Rincón, juntament amb Puebla de la Sierra, Prádena del Rincón, Montejo de la Sierra i La Hiruela.